# Medhananda
 (janvier 2025).
Fritz Winkelstroeter, dit Medhananda (Pforzheim, 28 février 1908 - Pondichéry, Inde, 26 mai 1994), est un penseur, philosophe et égyptologue allemand du XXe siècle. Après avoir été disciple de Sri Aurobindo, il entreprend des recherches sur l'Égypte antique et sa symbologie ainsi que sur la psychologie humaine, en particulier la conscience de soi.

## Biographie
Medhananda (né Fritz Winkelstroeter) est né à Pforzheim en Allemagne. Il apprend le latin et le grec et parle couramment le français et l'anglais. En dépit de son intérêt précoce pour les cultures anciennes, leur symbolique et leur spiritualité, il se plie au souhait de son père et étudie le droit à Munich et Paris. Durant cette période, il a le privilège d'étudier en parallèle le chinois sous la direction du professeur émérite Richard Wilhelm, auteur des traductions du I Ching, du Tao Te Ching et de nombreux autres textes anciens.
En 1934, bien qu'engagé sur une carrière juridique prometteuse, il quitte l'Allemagne accompagné de Jeanne, sa femme française pour fuir la montée du nazisme. Ils gagnent Tahiti en Polynésie française et s'installent sur son île sœur Moorea où ils achètent 200 hectares de forêt vierge, construisent une petite maison et s'établissent en tant que fermiers, cultivant la vanille et le café. Leurs trois enfants grandissent à Moorea et s'intègrent à la communauté polynésienne. C'est dans le silence pénétrant de cette forêt que Medhananda commence à explorer les niveaux de conscience accessibles à sa conscience de soi. Il poursuivra ensuite ses méditations sur l'île de Mehetia. Il a également de nombreuses occasions d'explorer et d'étudier la culture préchrétienne, ancienne gnose de la Polynésie. Durant la Seconde Guerre mondiale, il est emprisonné près de Tahiti comme ressortissant d'un pays ennemi. Après sa libération en 1946, il découvre et s'imprègne des écrits du philosophe indien Sri Aurobindo, et en 1952 rejoint l'Ashram de Sri Aurobindo à Pondichéry (Inde) où il est chargé de la gestion de la bibliothèque dudit Ashram. Pendant plusieurs années, il enseigne l'histoire des religions au Centre International d'Éducation Sri Aurobindo, une fonction pour laquelle il était qualifié par son intérêt et ses études de toute une vie sur les cultures spirituelles des différents âges et parties du monde.
En 1965 il devient l'éditeur de la revue trimestrielle « Equals One » pour laquelle il rédigera de nombreux articles. En 1978, il fonde avec Yvonne Artaud, sa collaboratrice, le Identity Research Institute (Institut de Recherche sur l'Identité), une fondation à but non lucratif pour la recherche psychologique. C'est à cette période qu'il commence une recherche intérieure sur l'exploration de la symbologie des hiéroglyphes et pictographes de l'Égypte antique en utilisant l'approche psychologique que son maître Sri Aurobindo avait initiée pour l'interprétation des Vedas indiens (les anciens textes spirituels indiens). Medhananda écrit : « Notre travail ne peut être dissocié des enseignements de Sri Aurobindo et de ce que nous avons appris d'eux, non plus que de sa recherche sur la signification profonde des symboles védiques ».
Le nom Medhananda est un programme, un exercice, un processus de transformation : pour atteindre l'ananda (la félicité, la béatitude) vogue dans le medha, l'esprit.

## L'Institut de Recherche sur l'Identité (Identity Research Institute ou IRISI)
L'institut de Recherche sur l'Identité (IRISI) fut fondé en 1978 à Pondichéry par Medhananda et Yvonne Artaud comme un centre  à but non lucratif ayant pour objet la recherche sur la psychologie fondamentale et la conscience de soi.
Les études et recherches de l'Institut comprennent :
- L'imagerie symbolique de l'Égypte antique
- Les contes de fées, les mythes et paraboles
- La psychologie de l'enfant
- La primatologie

Les recherches de Medhananda et Yvonne Artaud sont basées sur les travaux sur la conscience de Sri Aurobindo, selon lequel la conscience est composée de plusieurs structures, dimensions et niveaux d'intensité différents, et se présente donc de manière différente au cours de l'évolution humaine.
Dans la structure mentale de la conscience qui prédomine à l'heure actuelle, nous exprimons notre savoir intellectuel au travers de pensées et de mots; à une époque plus ancienne de l'histoire humaine, les rêves, les sensations intérieures et le savoir mystiques étaient exprimés au travers d'images et de symboles.
Medhananda et Yvonne Artaud ont démontré que les mythes, rêves, contes et dieux des anciens peuples sont l'expression de mouvements intérieurs de l'âme et de la conscience. Ils ont découvert que les anciens textes, en particulier ceux des anciens égyptiens contiennent une compréhension profonde de la psychologie, des archétypeq et des mouvements de conscience qu'ils expriment au travers d'images et de symboles.

## Le jeu de l'Éternité (The Eternity Game)
Le jeu de l'Éternité (également appelé Jeu du Ballon d'Or) est composé de 64 cartes et d'un livret contenant les différentes règles du jeu ainsi que les interprétations détaillées de chaque carte.
Le but du jeu est de nous faire prendre conscience des différents aspects de notre Moi intérieur. 
Medhananda dit à propos du jeu de l'Éternité :
« Le jeu de l'Éternité est ontologique et cosmologique, un jeu mythique et psychologique dans laquelle les mystères et les archétypes, les pouvoirs et les forces, les royaumes et les dominions, les chakras et les avatars, les trônes et les méditations, les samadhis et les illuminations sont tous portés à notre connaissance à travers leurs symboles, afin que nous puissions nous familiariser avec eux, les connaître, jouer avec eux, sans manque de respect, mais aussi sans craintes superstitieuses. Lentement, nous sommes amenés à les reconnaître comme une partie de nous-mêmes dans cette unité de la conscience et de la vie et de bonheur que nous sommes tous. »
Medhananda dédie ce jeu à son professeur Sri Aurobindo La philosophie et la psychologie du jeu sont inspirés de leurs enseignements éclairés.

## Publications

### Œuvres traitant de la psychologie et de la symbolique de l'Égypte antique
Ces cinq livres écrits par Medhananda avec la proche collaboration d'Yvonne Artaud nous montrent une grande variété d'images égyptiennes et par le biais de commentaires larges mais précis et d'interprétations, nous aident à atteindre une perception plus profonde des différents aspects de notre être, et de nos nombreux mouvements et états de conscience.
Les symboles n'étant aucunement limités dans leur vaste sens multidimensionnel, chacun d'eux nous encourage à l'explorer (et donc à nous explorer nous-même) plus profondément dans la recherche de la connaissance de soi. Les livres se veulent être un stimulus et un guide pour de telles explorations intérieures.
- (en) Le Chemin d'Horus (The way of Horus), 2006, 281 p. (ISBN 978-81-86413-37-1 et 81-86413-37-5) Les lecteurs de ce livre découvriront que durant l'âge d'or de l'Égypte antique la conscience humaine était largement différente de notre conscience actuelle principalement dominée par le mental. Elle était tournée vers les mouvements intérieurs de l'âme. Ce que nos ancêtres percevaient et « voyaient », ils l'exprimaient en images, en symboles. L'auteur est convaincu que plutôt que de considérer les hiéroglyphes égyptiens et leur image dans leur sens propre (purement syllabique), il convient d'explorer leur signification profonde. Au lieu d'un panthéon de dieux primitifs aux étranges têtes d'animaux, il perçoit une multiplicité d'âmes représentants des mouvements intérieurs de conscience, des aspects de notre être, ainsi que des principes universels. Les symboles sont pour lui comme des miroirs de nous-mêmes reflétant les nombreuses facettes de notre réalité.

Ce livre est actuellement en cours de traduction en Français.

Une version allemande du Chemin d'Horus fut publié en 1991 par Bonz Verlag GmbH, sous le titre : Der Weg des Horus, Bilder des inneren Weges im alten Aegypten, en tant que Volume 8 de « Therapeutische Konzepte der Analytischen Psychologie C.G. Jungs (Concepts thérapeutiques de la psychologie analytique de C.G. Jung). Elle est actuellement épuisée mais sera rééditée.
- Les Archétypes de la libération (Archetypes of liberation), 2006, 243 p. (ISBN 978-81-86413-38-8 et 81-86413-38-3)  Ce livre s'intéresse de près à ce qui se cache derrière les nombreux dieux égyptiens et leurs nombreuses représentations, dotées de couronnes fantastiques ou de mystérieuse têtes d'animaux. L'auteur les voit comme des archétypes, des symboles d'expression de principes psychologiques en nous et autour de nous, des fonctions et des structures de notre propre être complexe. Medhananda : « [...] Ne les prenons pas [les représentations égyptiennes] pour ce qu'elle paraissent au premier abord. Ce qui semble n'être que des objets, des animaux ou des rois, sont autant de symboles de ces parties de nous-mêmes inconnues pour l'instant ; nous devons rencontrer et devenir interdépendants d'elles sur la voie de la totale conscience de soi... ...tous ces symboles et images ne seront toujours que nous-mêmes ou parties de notre être ».

- Les Pyramides et le sphinx (The Pyramids and the Sphinx) (ISBN 978-81-86413-39-5 et 81-86413-39-1) Dans ce livre de nouvelles réponses sont proposées sur la question des pyramides. L'homme dans le XXe  et le XXIe siècle a fabriqué des équipements complexes et couteux dans le but de pénétrer les secrets de la matière, de l'atome et de l'univers. Se pourrait-il que des milliers d'années auparavant, les anciens égyptiens ai édifiés ces majestueuses structures de pierre en une tentative de comprendre les secrets de leur propre structure psychologique ? On peut lire : « Depuis plus de 5000 ans les pyramides se dressent comme des kōans géants, posant cette question essentielle à chacun de nous : Qui suis-je ? Et qui es-tu ? Perce mon secret et tu auras percé les tiens ». Et de qui ou de quoi est faite l'énigme du Sphinx ? Se pourrait-il que ce soit un miroir des secrets cachés du subconscient humain ? Vous trouverez dans ce volume les réponses à ces questions.

- La coudée royale (The royal cubit), 2006, 249 p. (ISBN 978-81-86413-40-1 et 81-86413-40-5) Dans ce livre est présenté l'outil de mesure royal égyptien, un instrument long de 52 cm, sur lequel figurent 28 images et qui était utilisé par les architectes, les ingénieurs et les maçons pour  la construction des pyramides et des temples. Les recherches de Medhananda ont démontré qu'il n'était pas uniquement utilisé pour la construction mais également considéré comme un codex dont les 28 symboles correspondaient à une liste de « dieux » et aux phases de la lune. Ce codex était utilisé comme une méthode de connaissance de soi et de la transcendance, une ancienne discipline d'apprentissage par soi-même conduisant au développement de sa propre conscience de soi. Nous trouverons donc dans ce volume 28 exercices, chacun d'entre eux nous aidant à devenir plus conscient des possibilités de notre âme et à construire notre être complexe grâce aux outils de la conscience.

- L'ancien jeu de senet (The ancient Senet game), 2006, 389 p. (ISBN 978-81-86413-36-4 et 81-86413-36-7) Ce livre étudie l'ancien jeu de société et ses trente symboles pratiqué par les pharaons égyptiens. L'auteur explique que chaque symbole correspond à un « champ de force » psychologique et donc à un archétype à l'intérieur de nous-mêmes. Dans cet ouvrage, nous sommes invités à explorer ces champs de force, dans l'optique de découvrir nos différentes façon d'être, afin de devenir plus conscients des multiples facettes de notre Moi. Plusieurs parties de l'ancien Grand texte de Senet sont traduites et interprétées par Medhananda.

### Autres œuvres
- (en) The ancient Egyptian Senet game : the game of archetypes [« Avec Medhananda sur les rives de l'éternité »], Pondicherry, India, Identity Research Institute, 2006, 389 p. (ISBN 81-86413-36-7) Ce livre contient une collection de réminiscences, méditations, lettres, poèmes et transcription d'interviews, ordonnées chronologiquement afin de mieux raconter l'histoire de la vie de Medhananda, depuis ses débuts en tant que juriste en Allemagne, son séjours en Polynésie jusqu'aux années passées au Centre Sri Aurobindo. Mais le livre n'est pas à proprement parler une biographie (au sens habituel du terme) car les incidents de la vie extérieure, physique, sont rapportés de manière très occasionnelle et ne jouent qu'un rôle mineur, n'étant utilisés que pour situer ou illustrer une expérience intérieure et l'essence de celle-ci. Par conséquent, ce livre peut au mieux être défini comme une biographie de la vie intérieure.

- (en) On the threshold of a new age with Medhananda : fragments of conversations recorded in French by Yvonne Artaud [« Sur le seuil d'un nouvel âge avec Medhananda »], Pondicherry, Sri Mira Trust, 2000, 199 p. (ISBN 81-86413-14-6)Dans ce volume, contenant des fragments de conversations enregistrés et transcrits par Yvonne Artaud, Medhananda joue le rôle d'un maitre invisible ou d'un guide qui nous dévoile les différents méandres qui constituent l'univers autant que nous même. Il réunit la sagesse Orientale et Occidentale, montre une parfaite compréhension des anciennes cultures égyptiennes et chaldéennes, de Bouddha et de Lao Tseu, Pythagore et Patañjali et plus particulièrement de la nouvelle conception de la conscience et du yoga intégral de son maitre, Sri Aurobindo. Dans le style poétique de Medhananda, nous esquissons nous même une transparence intérieure caractéristique d'un mental en communion directe avec de plus haut domaines de conscience.

- (en) Guardians of oneness and other tales from Equals one [« Les gardiens de l'Unité, et autres extrait de Equals One »], Pondicherry, Sri Mira Trust, 2003 (ISBN 81-86413-23-5)

- (en) The way out is up and other stories from equals one, Pondicherry, Sri Mira Trust, 2003, 155 p. (ISBN 81-86413-24-3)

- (en) Immortal wisdom : from ancient times in myths, tales and legends [« L'Immortelle sagesse »], Pondicherry, Sri Mira Trust, 2006 (ISBN 81-86413-32-4)Ce livre contient une collection de mythes célèbres, de légendes et de contes merveilleux provenant de différentes cultures anciennes. Medhananda y interprète le mythe grec d'Héraclès, deux contes de Grimm, un papyrus égyptien, une parabole indienne et l'évangile selon Thomas (qui resta enfoui dans les sables d'Égypte jusqu'en 1945). Il nous donne une nouvelle clé pour appréhender les messages cachés de la sagesse (sagesse dans le sens de connaissance de soi), une connaissance des différentes forces actives de notre âme et de leurs actions en nous-mêmes. Nous découvrons que cette sagesse date de l'aube de l'humanité et s'exprima dès les premiers âges au travers de symboles, d'images, de mythe, de rêves et de contes. Medhananda nous emmène vers une vérité psychologique selon laquelle tous les différents chapitres, choses ou personnes de ces contes sont des aspects de nous même. Quand les mythes parlent de dieux ou de créateurs, de rois, de princesses, d'animaux ou de châteaux, de flammes ou de cristaux de glace, nous devons les comprendre comme différents champs de forces, différentes fonctions, potentialités et archétypes en nous. Au lieu de considérer l'histoire littéralement, comme des œuvres d'imagination ou des contes du passé, nous apprenons à les comprendre comme des miroirs et l'expression des multiples facettes de notre propre conscience – une conscience basée sur l'unité de l'être. Ainsi, le tour de potier avec lequel les dieux ont fabriqué l'homme avec de la glaise peut être vu comme une métaphore qui nous montre comment la conscience de soi s'est créée elle-même sur la roue de la vie, de la mort et de la naissance. Cette nouvelle approche psychologique des récits anciens nous aide à approfondir notre conscience  et à mieux en comprendre les diverses possibilités. Elle nous aide à transformer notre petit égo en un grand soi. En Inde, il existe ce conte : Le disciple se rend compte que son maitre perçoit les choses et les évènements d'une autre façon. Alors il lui demande : « Vivons-nous dans le même monde ? » Le maitre lui répond : « Oui, mais la différence, c'est que tu te vois comme une partie du monde tandis que je vois le monde entier en moi-même ».

- The garden of man and other stories from ancient times, Pondicherry, India, Sri Mira Trust, 2006 (ISBN 81-86413-35-9)